# Apodacra melanarista
Apodacra melanarista är en tvåvingeart som beskrevs av Boris Borisovitsch Rohdendorf 1925. Apodacra melanarista ingår i släktet Apodacra och familjen köttflugor. Inga underarter finns listade i Catalogue of Life.